# 54式152毫米榴弹炮
54式152毫米榴弹炮是中华人民共和国设计制造的一款军属152毫米牵引式榴弹炮。该炮于1954年设计制造，1955年定型，1956年列装解放军。系苏联M1943（D-1式）152毫米榴弹炮授权生产，54式152毫米榴弹炮在列装后在80年代前成为解放军军属炮兵团榴炮营的第一代大口径压制火炮。该炮在80年代开始逐步退出现役，被第二代大口径压制火炮66式152毫米加榴炮取代。
倍径49.6，射程近。